# Radio maritime
La radio maritime inclut l'ensemble des moyens radioélectriques civils utilisés en mer pour communiquer, de navire à navire ou avec des stations côtières, pour la sécurité, la gestion des flottes ou les communications personnelles.

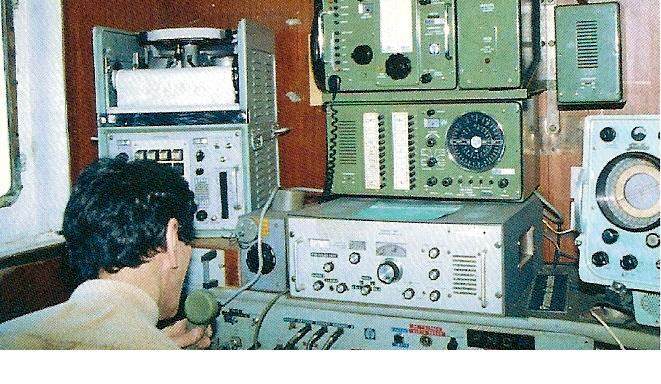
Veille radio dans un navire de pêche sans l'appel sélectif numérique (avant 1999)

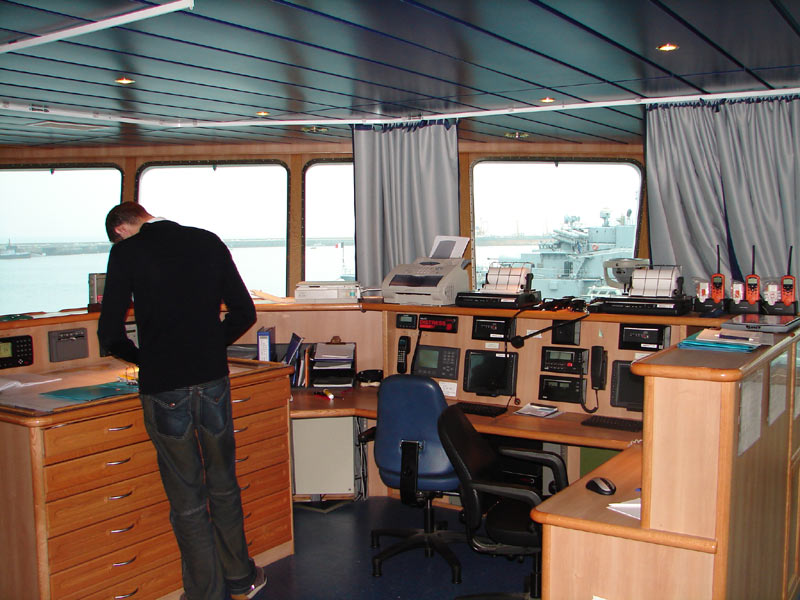
Salle radio SMDSM de navire avec l'appel sélectif numérique

## Histoire

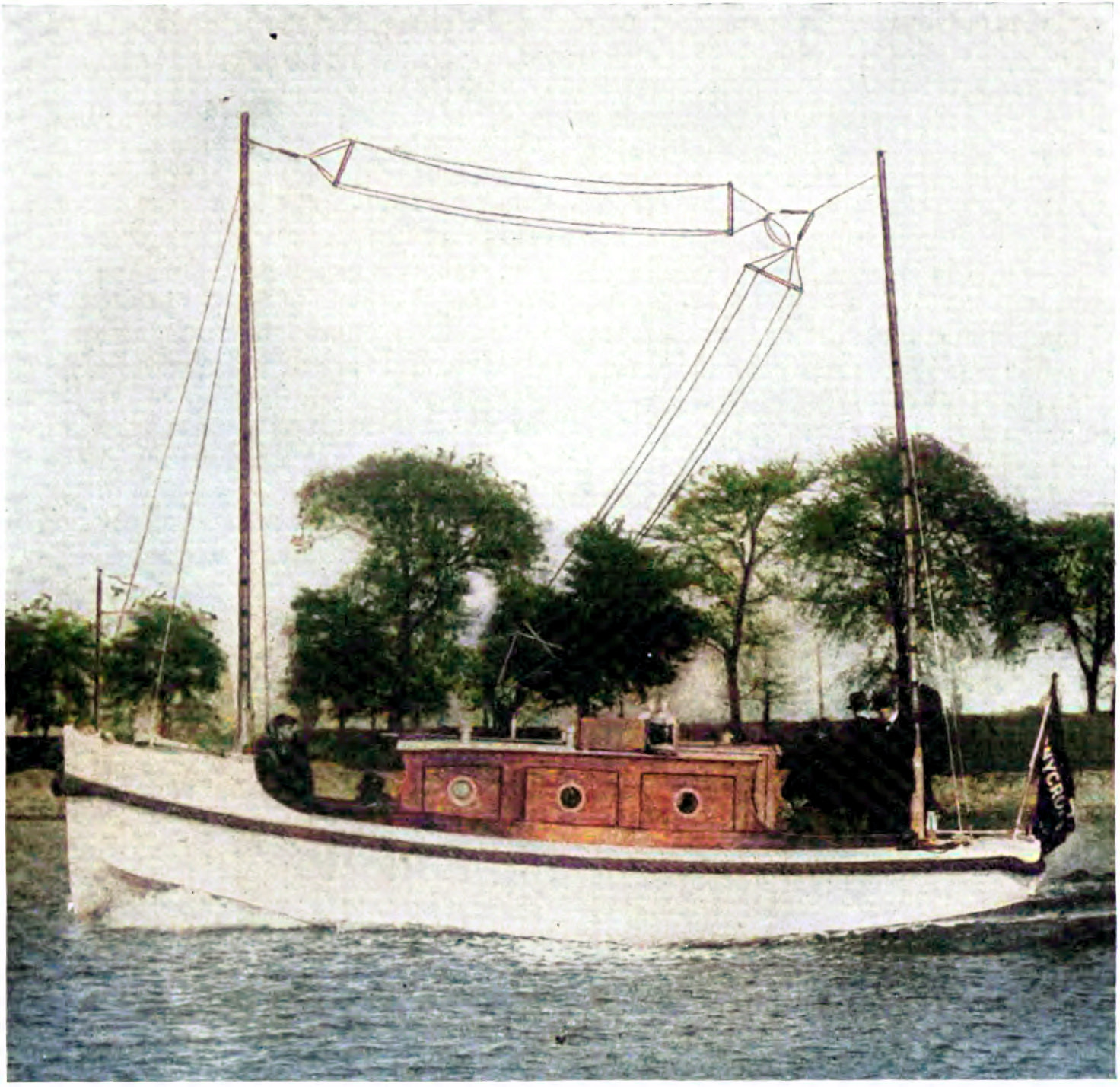
Antenne radiotélégraphique de station de canot de sauvetage en 1914.

### Les débuts
Les services de radio maritime ont débuté presque en même temps que l'invention de la radio, tant le problème de sécurité maritime était crucial au début du XXe siècle. L'histoire de la télégraphie sans fil maritime accompagne donc l'histoire de la radio, pour les communications comme pour la radionavigation.
Deux naufrages célèbres ont montré l'efficacité de la radio :
- en 1909, 920 passagers sont sauvés lors de la collision République-Florida grâce à l'appel en TSF ;
- le Titanic utilise pour la première fois le code SOS en 1912, 700 passagers sont sauvés par le Carpathia[1].

La radiogoniométrie a été appliquée très vite comme aide à la navigation avec les premiers radiophares.

### Les grandes étapes

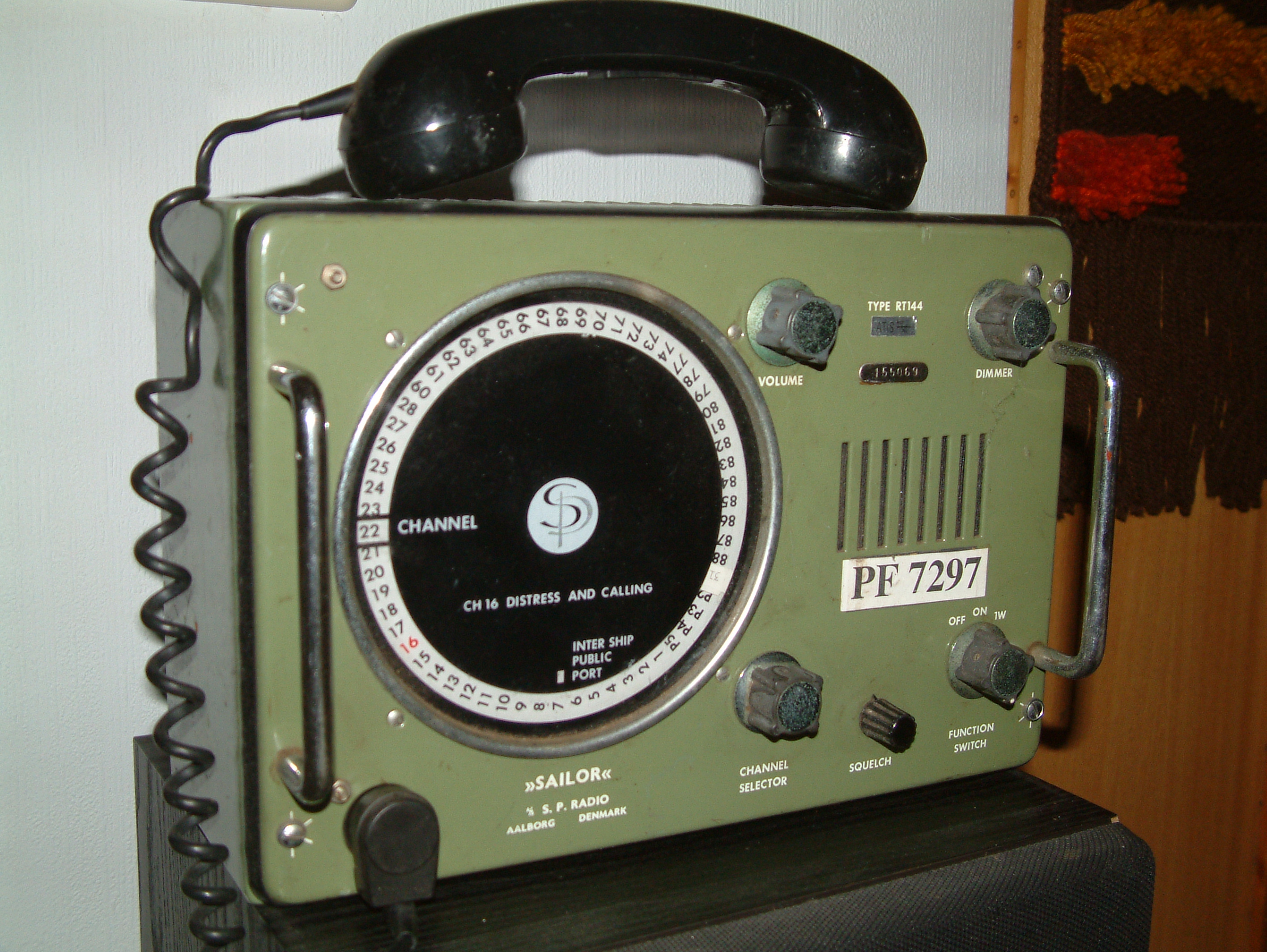
la VHF marine Sailor des années 1960

### L'évolution moderne en France
Avec le développement des communications par satellite, la France a fermé progressivement les centres de communication HF comme Saint-Lys radio ou Le Conquet radio, et cessé de fournir les services comme le radiofacsimilé météo.

## Réglementation

### Certificats d'opérateur

Certificat restreint de radiotéléphoniste maritime

Dans les eaux territoriales françaises, l'utilisation des VHF portables de moins de 6 W est autorisée sans certificat de radiotéléphoniste.
En France, depuis 1997, la réglementation impose les certificats d'opérateur suivants :
Pour les plaisanciers
- un permis plaisance et en navigation dans les eaux territoriales françaises[4] ;
- le Certificat restreint de radiotéléphoniste maritime (SRC) Short Range Certificate[5].

Pour les navires de commerce
- certificat restreint d'opérateur (SRC) Short Range Certificate : pour tous les navires en zone A1 ;
- certificat spécial d'opérateur : dans toutes les zones pour les navires français de charge de jauge brute inférieure à 300 UMS et les navires de pêche français neufs de longueur inférieure à 24 mètres[6] ;
- certificat général d'opérateur (LRC) Long Range Certificate : pour tous les navires et pour toutes les zones.

Pour tous les professionnels : 
- certificat de radioélectronicien de 2 classe : entretiens, révisions et programmations des postes radios ;
- certificat de radioélectronicien de 1 classe : entretiens, révisions et programmations des postes radios.

### Fréquences allouées
L'UIT définit les fréquences et modes d'émission de la radio maritime sous le terme « service mobile maritime ». Des fréquences sont allouées dans tout le spectre BF à UHF, selon un découpage en bandes et canaux :
- dans la bande MF dite des 415 kHz à 526,5 kHz, bande historique affectée à la télégraphie, au radio-télétype ou aux informations Navtex ;
- dans la bande MHF, anciennement appelée bande chalutier,entre 1,6 MHz et 4 MHz, pour les zones proches ;
- dans les bandes HF pour les liaisons océaniques, dans les bandes des 4 MHz, 6 MHz, 8 MHz, 12 MHz, 16 MHz, 22 MHz et 25/26 MHz, avec les limites ci-dessous :

| Bandes HF marine | Bande des 4 MHz | Bande des 6 MHz | Bande des 8 MHz | Bande des 12 MHz | Bande des 16 MHz | Bande des 18/19 MHz | Bande des 22 MHz | Bande des 25/26 MHz |
| ---------------- | --------------- | --------------- | --------------- | ---------------- | ---------------- | ------------------- | ---------------- | ------------------- |
| début de bande   | 4 000           | 6 200           | 8 101           | 12 230           | 16 360           | 18 780              | 22 000           | 25 070              |
| fin de bande     | 4 515           | 6 522           | 8 812           | 13 187           | 17 407           | 19 797              | 22 852           | 26 310              |

- dans la bande VHF marine pour les zones côtières ;
- pour les balises de détresse reçues par les satellites Cospas-Sarsat ;
- pour les canaux en bande L des terminaux communiquant avec Inmarsat.

## La sécurité en mer
Le système mondial de détresse et de sécurité en mer (SMDSM) coordonne les moyens et organismes liés à la gestion des appels de détresse et les opérations de secours, chaque moyen de communications possède des canaux et procédures particulières pour les cas de détresse, comme les fréquences 2 182 kHz en MHF et canal 16 en VHF

## Les services

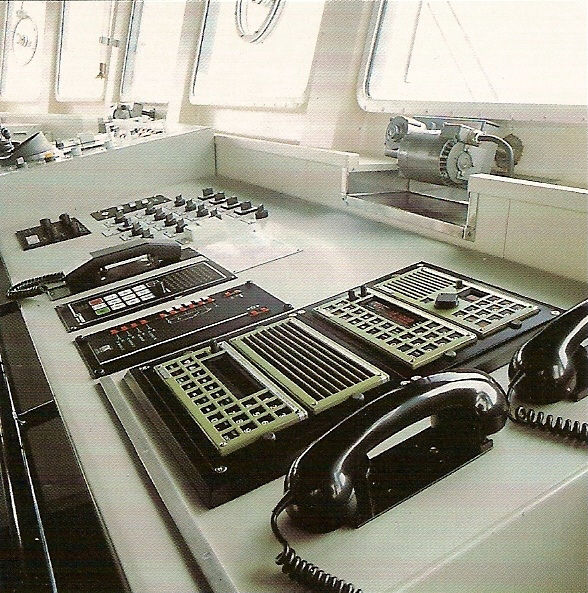
émetteurs récepteurs SMDSM de passerelle avec l'appel sélectif numérique

### La météo marine
La météorologie est une information essentielle pour la navigation et la sécurité, et est disponible par de nombreux moyens à partir des prévisions établies par les agences nationales :
- bulletins côtiers en VHF, par les stations du CROSS en France, ou des coast guards aux États-Unis (USCG) ;
- bulletins pour les zones du large par les stations HF ;
- bulletins nationaux par les stations de radiodiffusion, comme RFI pour l'Atlantique Nord, ou France Inter pour les côtes françaises ;
- bulletins automatiques par le Navtex, ou le radiotélétype HF de la DW ;
- diffusion des cartes météo en radiofacsimilé en HF ;
- diffusion par satellites Inmarsat.

### Le NAVTEX

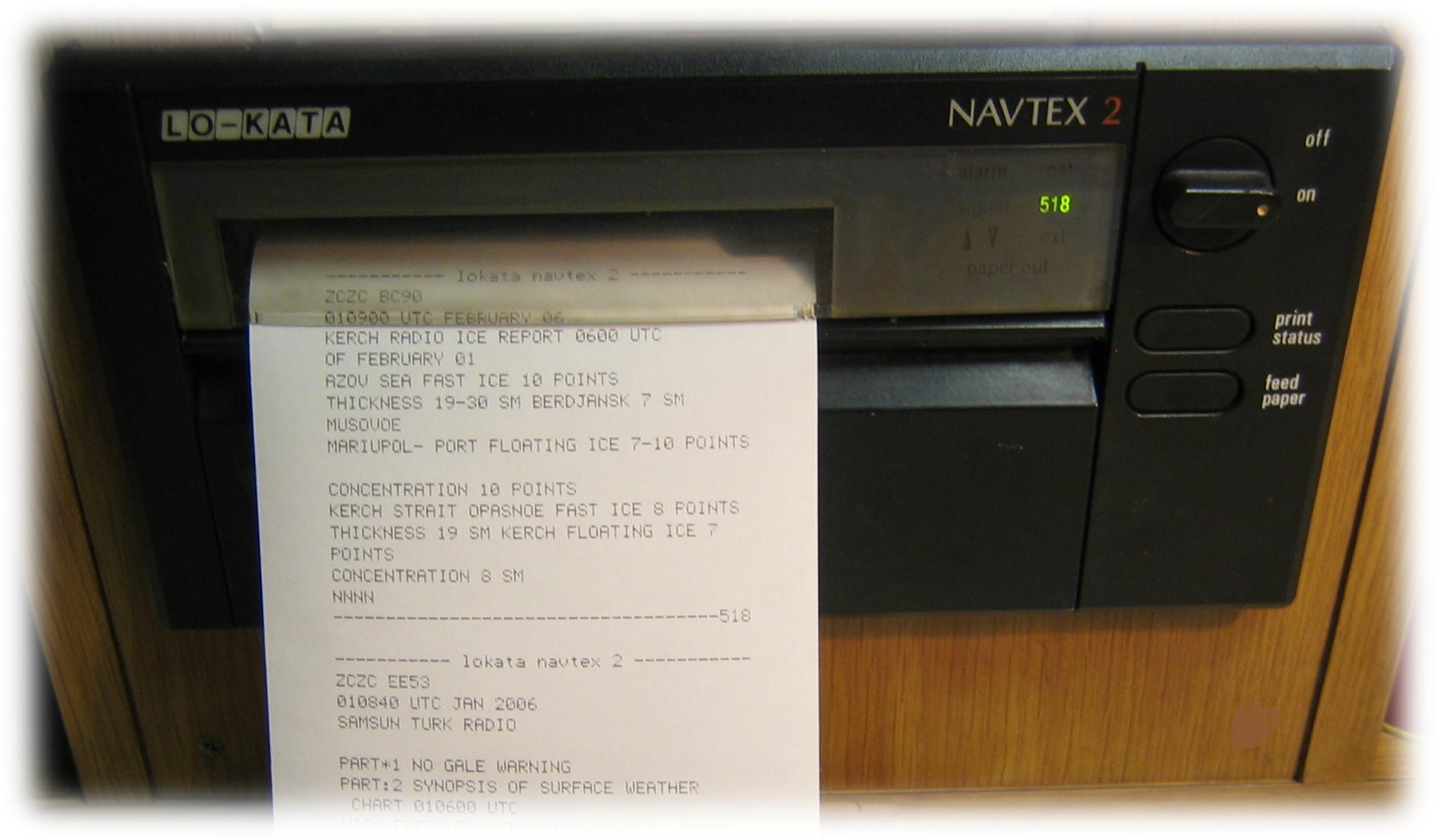
Récepteur Navtex

Le Navtex est un système d'information maritime automatique en radiotélétype. Il fait partie du système mondial de détresse et de sécurité en mer.
Le système est à moyenne portée (200 à 500 milles) et travaille sur une fréquence fixe de 518 kHz pour le Navtex international. Des services Navtex nationaux existent également sur 490 kHz.
À bord des navires, le Navtex est un simple récepteur muni d'une imprimante pour les modèles professionnels, ou d'un écran pour les modèles économiques. Il doit être en service lorsque le bateau est en mer, et permet de recevoir les informations émises séquentiellement par différentes stations émettrices préprogrammées. Ces messages incluent les bulletins météo, les Avurnavs (avis urgents aux navigateurs) et diverses alarmes sur les signaux de radionavigation.
Les messages s'impriment sans intervention. Une alarme est également prévue pour attirer l'attention du personnel de quart en cas de message à caractère urgent.

### Le NAVDAT
Système NAVDAT avec une largeur de bande de 10 kHz en transmission de données à grande vitesse jusqu'à 18 kbit/s. De même que Navtex, NAVDAT envoie des messages à tous les navires, mais aussi un groupe de navires ou à un seul navire.
Le système NAVDAT n'est pas harmonisé mondialement en 2016. Le système est en essai.
Fréquences pouvant être utilisées par le système NAVDAT 
| Canal   | Fréquence    | Bande occupée           | Remarque  |
| ------- | ------------ | ----------------------- | --------- |
| 500 kHz | 500 kHz      | 495 à 505 kHz           | en essai  |
| C 1     | 4 226 kHz    | 4 221 à 4 231 kHz       | en projet |
| C 2     | 6 337,5 kHz  | 6 332,5 à 6 342,5 kHz   | en projet |
| C 3     | 8 443 kHz    | 8 438 à 8 448 kHz       | en projet |
| C 4     | 12 663,5 kHz | 12 658,5 à 12 668,5 kHz | en projet |
| C 5     | 16 909,5 kHz | 16 904,5 à 16 914,5 kHz | en projet |
| C 6     | 22 450,5 kHz | 22 445,5 à 22 455,5 kHz | en projet |

### La radiotélégraphie

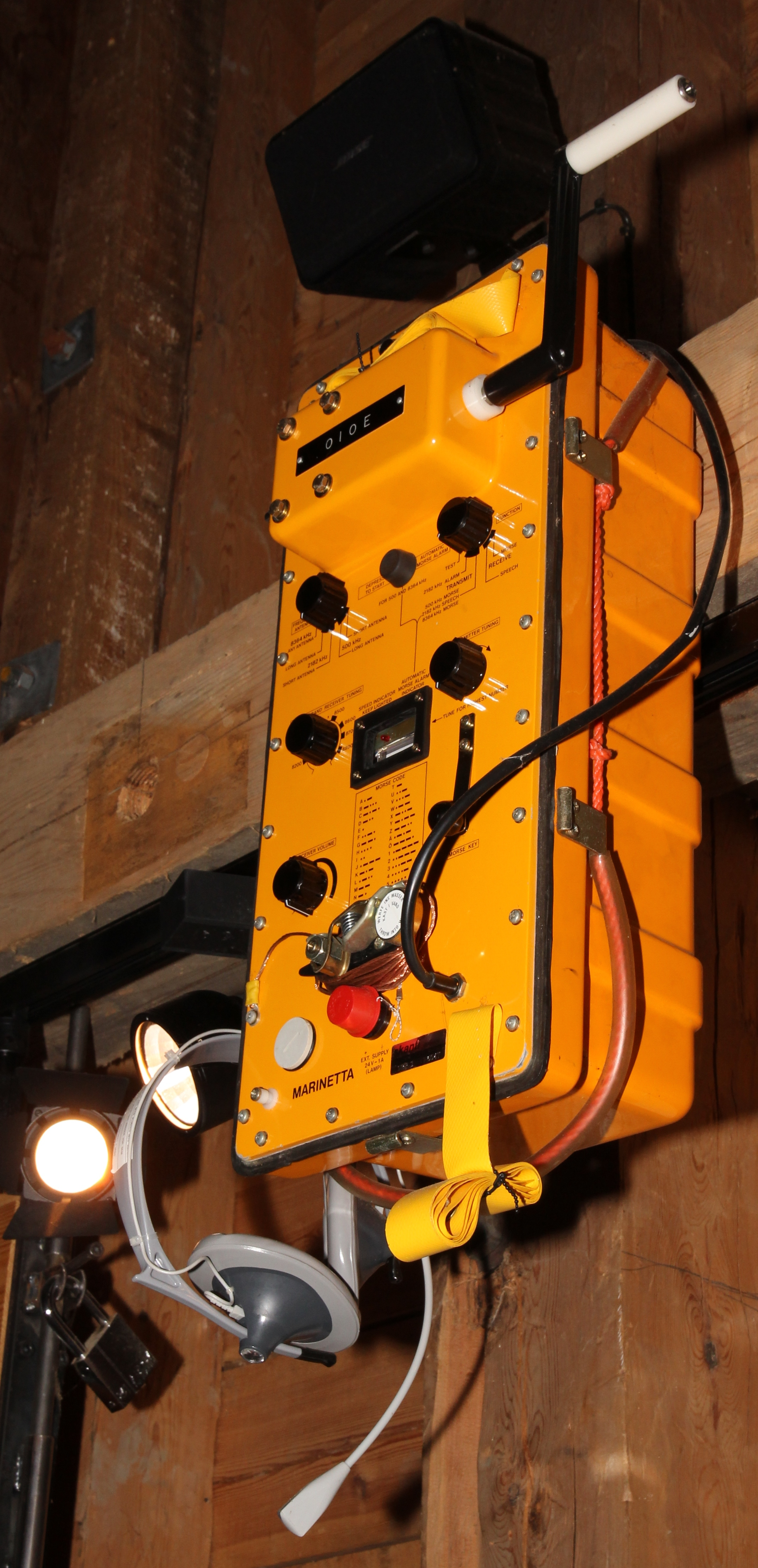
Emetteur-récepteur étanche à bord des embarcations de sauvetage. Fréquences 500 kHz, 8364 kHz en radiotélégraphie et 2182 kHz en radiotéléphonie.

Etant donné que la radiotélégraphie est moins sensible au brouillage et constitue le moyen le plus efficace en cas d'urgence ou de catastrophe, l'utilisation du code Morse dans certaines zones par certains opérateurs pourrait être utile dans la pratique et offrir parfois le seul moyen de communication disponible.
Malgré son faible débit, la radiotélégraphie morse est encore utilisée par quelques pays: Algérie, Arabie saoudite, Azerbaïdjan, Bahreïn, Biélorussie, Chine, Comores, Djibouti, Égypte, Émirats arabes unis, Russie, Irak, Jordanie, Kazakhstan, Koweït, Liban, Libye, Mauritanie, Oman, Ouzbékistan, Qatar, Syrie, Kirghizistan, Somalie, Soudan, Tunisie, Yémen. Les communications en radiotélégraphie sont à utiliser à une distance raisonnable des côtes d'Afrique, d'Asie.
Les fréquences d'appel assignées aux navires pour la radiotélégraphie (Morse manuel de classe A1A en Onde entretenue ou pour la radiotélégraphie Morse automatique de classe A1B) à des vitesses de transmission ne dépassant pas 40 bauds sont données ci-dessous.
Largeur des voies dans chaque bande : 0,5 kHz.
| Appels en bande décamétrique         | Bande des 4 MHz | Bande des 6 MHz | Bande des 8 MHz | Bande des 12 MHz | Bande des 16 MHz | Bande des 22 MHz | Bande des 25 MHz |
| ------------------------------------ | --------------- | --------------- | --------------- | ---------------- | ---------------- | ---------------- | ---------------- |
| Mer des Caraïbes et Océan Atlantique | 4 182 kHz       | 6 277 kHz       | 8 366 kHz       | 12 550 kHz       | 16 734 kHz       | 22 279,5 kHz     | 25 171,5 kHz     |
| Le Golfe du Mexique                  | 4 183 kHz       | 6 278 kHz       | 8 367 kHz       | 12 551 kHz       | 16 735 kHz       | 22 281,5 kHz     | 25 171,5 kHz     |
| Océan Pacifique Nord                 | 4 185 kHz       | 6 279 kHz       | 8 368,5 kHz     | 12 552,5 kHz     | 16 736,5 kHz     | 22 282,5 kHz     | 25 172,5 kHz     |
| Pacifique Sud                        | 4 186 kHz       | 6 280 kHz       | 8 370 kHz       | 12 554 kHz       | 16 737,5 kHz     | 22 283,5 kHz     | 25 172,5 kHz     |
| Le reste des mers et des océans      | 4 184 kHz       | 6 276 kHz       | 8 368 kHz       | 12 552 kHz       | 16 736 kHz       | 22 280,5 kHz     | 25 172 kHz       |
| Détresse et opérations de sauvetage  | 8 364 kHz       | 8 364 kHz       | 8 364 kHz       | 8 364 kHz        | 8 364 kHz        | 8 364 kHz        | 8 364 kHz        |

(Jusqu'au 1er février 1999, la fréquence 8 364 kHz était désignée pour être utilisée par les stations d'engin de sauvetage équipées pour émettre sur les fréquences des bandes comprises entre 4 000 kHz et 27 500 kHz et désirant établir avec les stations des services mobiles maritime et aéronautique des communications relatives aux opérations de recherche et de sauvetage).

Pour tous les navires, dans la bande hectométrique, la puissance maximale des émetteurs radiotélégraphiques homologués marine est comprise entre 150 W et 1 000 W.
| Canaux  | Utilisations |
| ------- | --- |
| 410 kHz | Fréquence normale de radiogoniométrie en radiotélégraphie morse (positions des navires et des aéronefs) |
| 425 kHz | Radiotélégraphie morse régions 2 et 3 (sauf Europe et Afrique) de navire à navire |
| 454 kHz | Radiotélégraphie morse de navire à navire |
| 458 kHz | Radiotélégraphie morse région 1 (Europe et Afrique) de navire à navire |
| 468 kHz | Radiotélégraphie morse de navire à navire |
| 480 kHz | Radiotélégraphie morse de navire à navire |
| 500 kHz | Fréquence internationale de détresse en radiotélégraphie morse. L'appel de routine, de sécurité et d'urgence est autorisé entre l'heure H + 18 et H + 45 et entre H + 48 et H + 15. |
| 512 kHz | Radiotélégraphie morse de navire à navire. Les stations de navires peuvent utiliser cette fréquence comme fréquence d’appel supplémentaire lorsque la fréquence 500 kHz est employée pour la détresse. Dans les zones à fort trafic, la fréquence est utilisée pour l'appel de routine. |

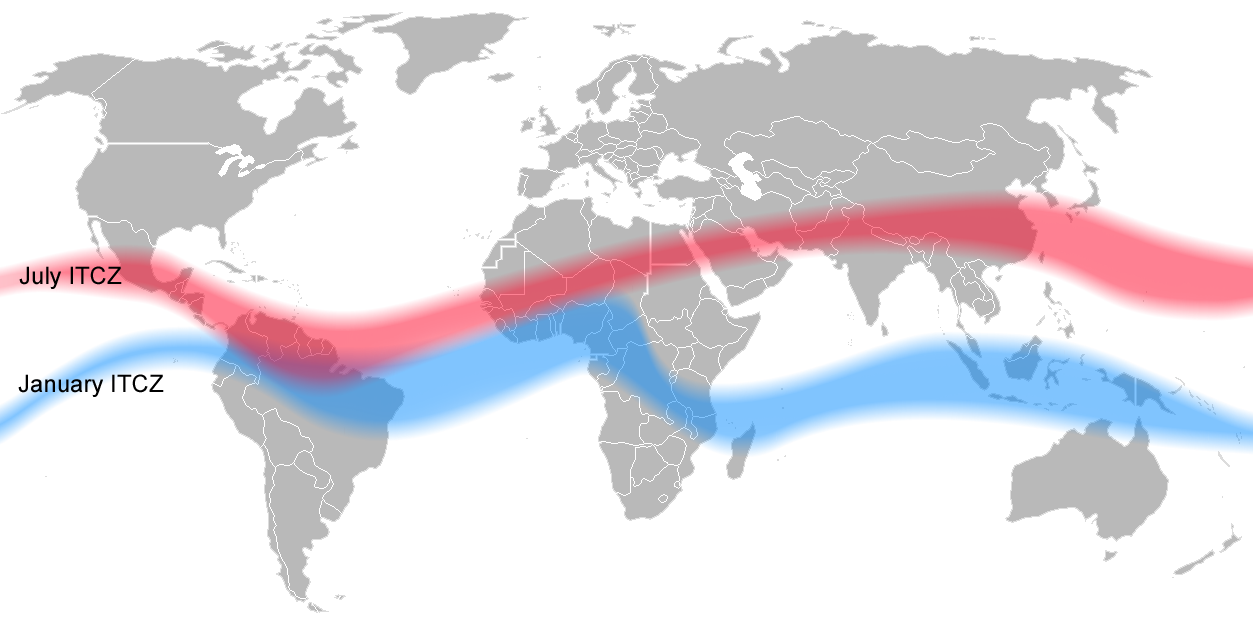
Position de la Zone de convergence intertropicale en janvier (en bleu) et en juillet (en rouge)

- En plus de la fréquence de 500 kHz, les pays dans la zone de convergence intertropicale utilisent la fréquence de 2 091 kHz comme fréquence de détresse et d'appel en radiotélégraphie Morse. Car entre les deux tropiques les bandes en dessous de 2 000 kHz soit 150 mètres sont inutilisables en réception à cause des bruits radioélectriques de cette Zone de convergence intertropicale, la portée radio de la fréquence de 500 kHz est considérablement plus faible dans cette zone.

- À la place de la bande décamétrique. Les stations de navires peuvent utiliser la fréquence d’appel des paquebots en radiotélégraphie de 143 kHz de la bande des 2 100 mètres pour joindre un continent[18], (143 kHz remplacent la longueur d'onde d’appel de 1 800 mètres en radiotélégraphie désignée aussi par la fréquence 166,5 kHz).

### La BLU marine
Ce terme est une habitude de langage pour désigner la radiotéléphonie en bandes marine (1,6 MHz à 26 MHz). Les émissions se font en mode bande latérale unique type USB, sur des canaux fixes repérés par un code, afin que les opérateurs n'aient pas à programmer des fréquences.
Des canaux sont réservés aux liaisons navire à navire, en alternat simplex ou en duplex, d'autres aux stations côtières.

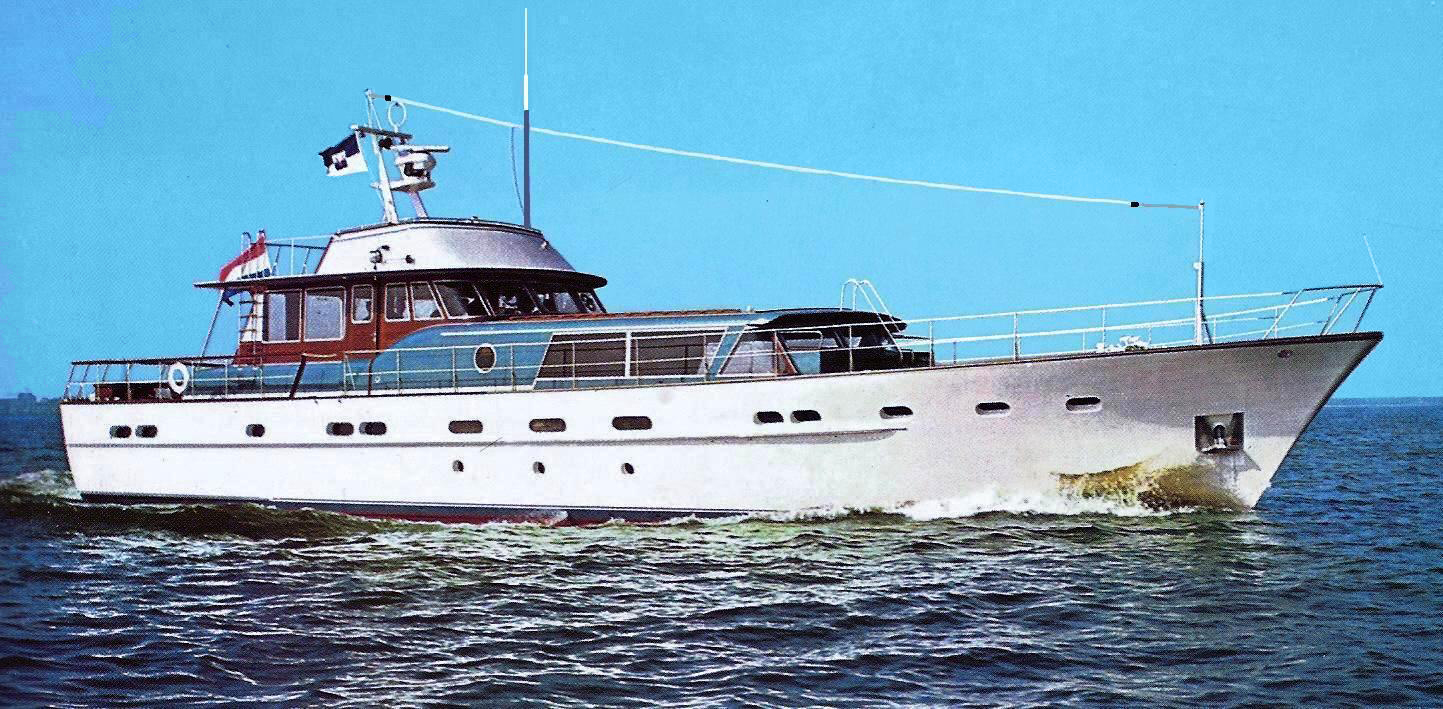
Vedette de plaisance avec antenne hauban oblique.

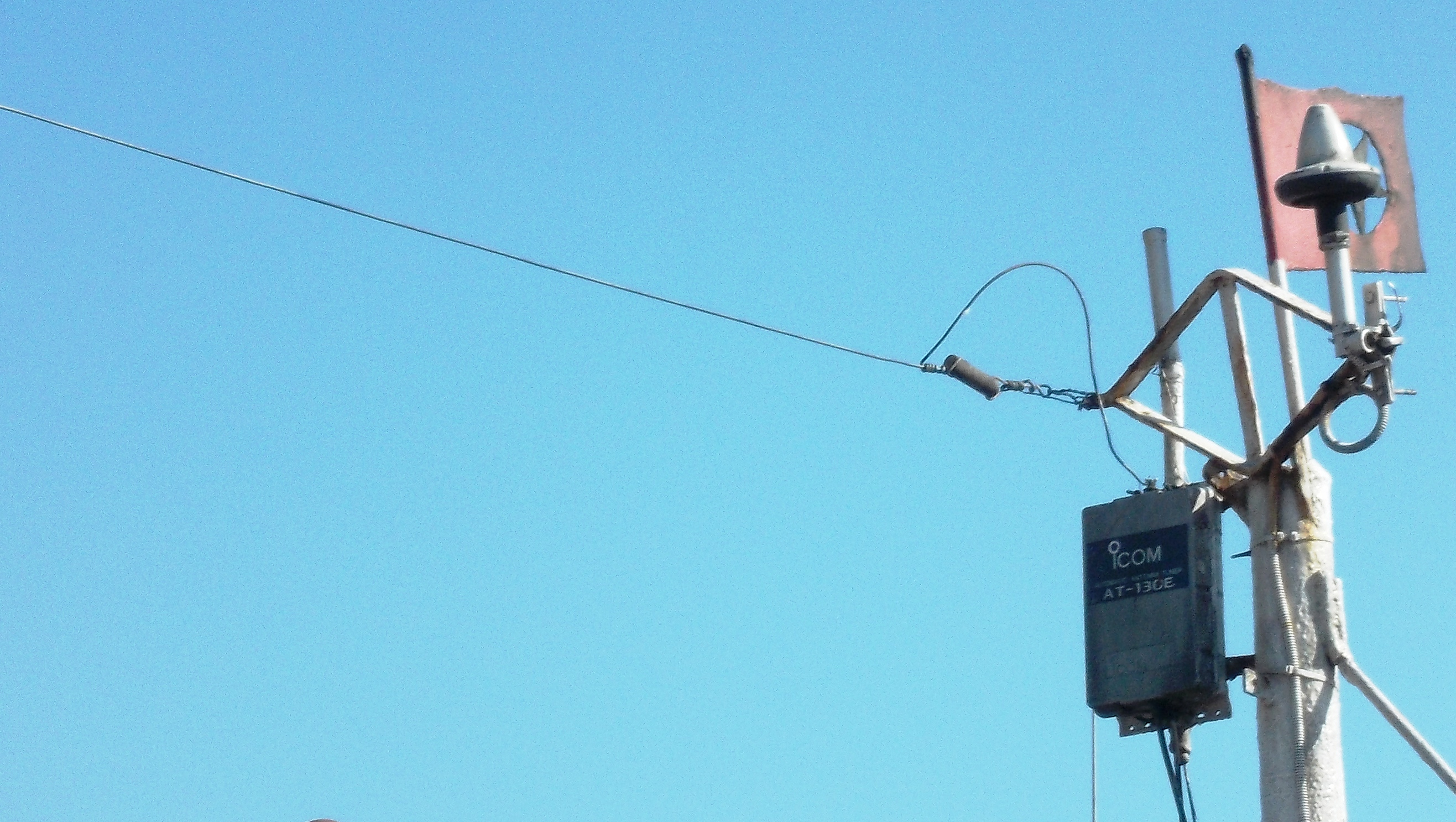
boîte de couplage automatique et une extrémité d'antenne 1.6 MHz à 26 MHz sur un navire

La bande hectométrique MF des mobiles du service maritime couvre de 1 605 kHz à 4 000 kHz en plusieurs sous bandes et avec des canaux de 3 kHz en J3E ou H3E (USB) avec une puissance maximale entre 150 W à 400 W. La portée d’exploitation jusqu'à 300 milles. Les stations radios sur les navires commerciaux utilisent couramment des puissances jusqu'à 400 W, des antennes filaires de 20 m à 50 m, alors qu'en plaisance le matériel radio est en général limité à une puissance de 150 W et une antenne de type fouet de 5 m à 8 m, ou utilisant un hauban isolé. L'utilisation des diverses bandes avec une antenne simplifiée non accordée nécessite un adaptateur d'antenne automatique.
Les bandes décamétriques HF des mobiles du service maritime sont réparties entre 4 et 26 MHz en plusieurs sous bandes et avec des canaux de 3 kHz en J3E (USB) avec une puissance maximale entre 250 W à 1 000 W entre les mobiles du service maritime et avec une puissance maximale entre 250 W à 1 500 W entre mobiles du service maritime et une station côtière. La portée d’exploitation est mondiale mais nécessite un choix d'heure et de fréquence en fonction de la propagation.

Canaux Haute fréquence (4 MHz à 26 MHz) navire à navire en simplex et bandes croisées en USB (maxi 1 kW)
- 4 000 kHz à 4 063 kHz (tous les 3 kHz)[22] ; et 4 146 kHz, 4 149 kHz
- 6 224 kHz, 6 227 kHz, 6 230 kHz;
- 8 101 kHz à 8 191 kHz (tous les 3 kHz)[22] ; et 8 294 kHz, 8 297 kHz
- 12 353 kHz, 12 356 kHz, 12 359 kHz, 12 362 kHz, 12 365 kHz
- 16 528 kHz, 16 531 kHz, 16 534 kHz, 16 537 kHz, 16 540 kHz, 16 543 kHz, 16 546 kHz
- 18 825 kHz, 18 828 kHz, 18 831 kHz, 18 834 kHz, 18 837 kHz, 18 840 kHz, 18 843 kHz
- 22 159 kHz, 22 162 kHz, 22 165 kHz, 22 168 kHz, 22 171 kHz, 22 174 kHz, 22 177 kHz
- 25 100 kHz, 25 103 kHz, 25 106 kHz, 25 109 kHz, 25 112 kHz, 25 115 kHz, 25 118 kHz

Canaux Moyenne fréquence (1,6 MHz à 4 MHz) navire à navire en simplex en USB (maxi 400 W)
- Navire à navire en voyages internationaux: 2 048 kHz[23], (2 635 kHz, 2 638 kHz sauf Europe Afrique)[24]
- Navires de commerce et bateaux de plaisance : 2 321 kHz, 3 512 kHz
- Navires à navire en pêche côtière < 4 Jours : 2 264 kHz, 2 300 kHz, 2 327 kHz, 2 360 kHz, 2 411 kHz, 2 453 kHz, 2 491 kHz
- Navires à navire en pêche au large (ou hauturière) < 20 Jours : 2 318 kHz, 2 333 kHz, 2 450 kHz, 2 462 kHz, 3 340 kHz, 3 364 kHz, 3 509 kHz, 3 539 kHz
- Navires à navire en grande pêche 20 Jours et plus: 2 276 kHz, 2 372 kHz, 3 370 kHz, 3 387 kHz, 3 503 kHz, 3 515 kHz, 3 533 kHz, 3 551 kHz
- Appel des navires (de H03 à H29 et H33 à H59): 2 182 kHz[25]
- Appel des navires (en cas d'opération de secours sur  2 182 kHz) : 2 191 kHz
- Opération de secours et interconnexion maritime à aéronef : 3 023 kHz[26]
- Navire en voyages internationaux à côtes d’Europe et Afrique: 2 045 kHz[27]

### La VHF marine

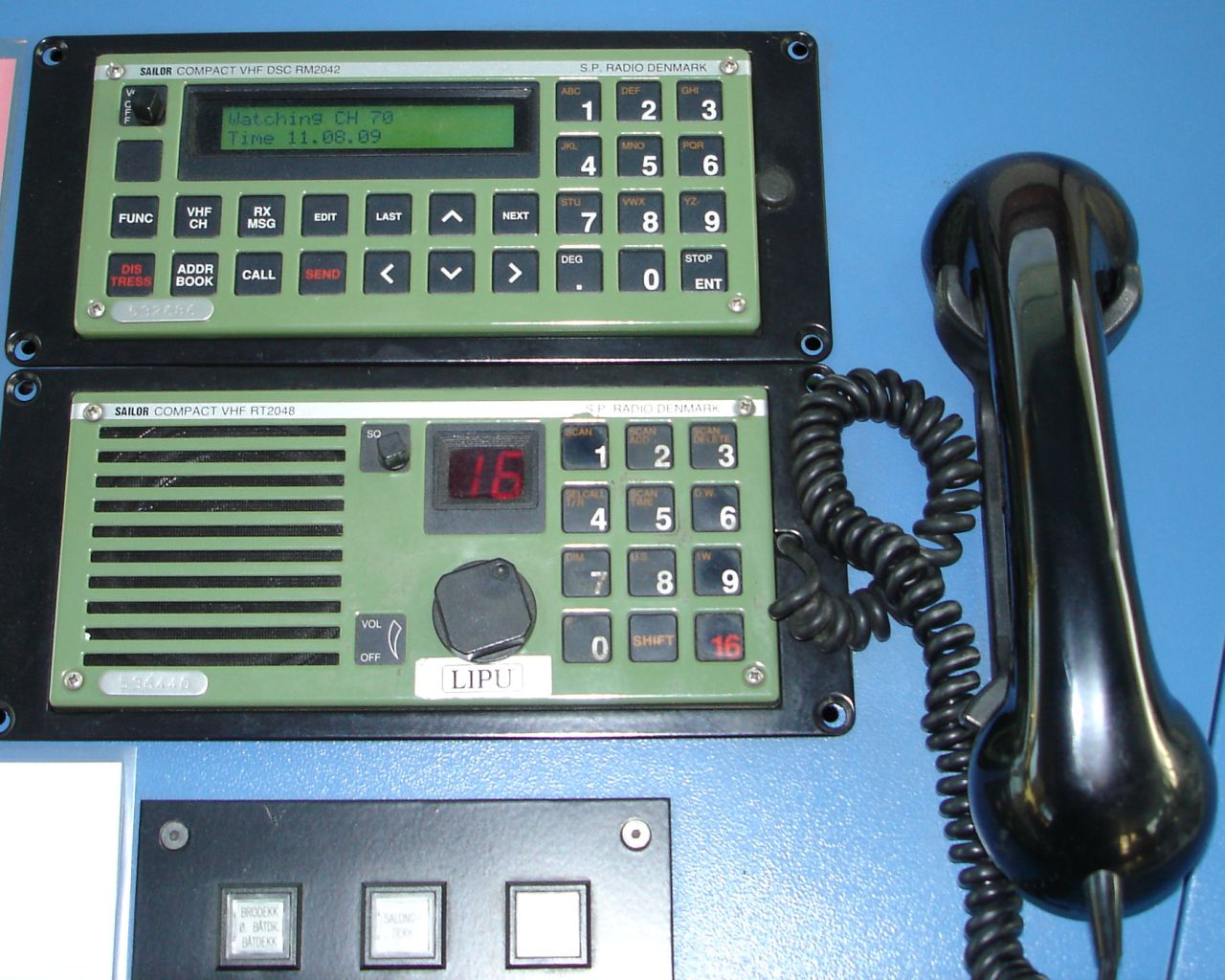
VHF moderne sur un Ferry

La bande métrique VHF des mobiles du service maritime couvre de 156 à 162 MHz avec des canaux de 25 kHz en G3E ou F3E (modulation de fréquence) avec une puissance de 1 à 25 W. La portée d’exploitation varie de 2 à 30 milles marins selon la puissance et la hauteur des antennes.
Des radiotéléphones portables dans la bande VHF marine sont également utilisés, pour les communications locales portuaires ou en secours en cas de détresse. La VHF portable est limitée à une puissance d'émission maximale de 5 W avec une portée théorique de 3 à 9 milles selon le relief.
Les antennes utilisées sur les navires sont de type fouet vertical, placées au point le plus haut pour assurer la couverture la plus large. Les navires de sauvetage utilisent des antennes goniométriques pour permettre la localisation.
L'utilisation des canaux est strictement réglementée, en particulier celle du canal d'appel et de sécurité (canal 16) et des canaux réservés à l'AIS. Pour éviter la saturation des canaux, une position « trafic local » à faible puissance est prévue sur les équipements.
Canaux les plus utilisés en France par les navires de plaisance
Après l’appel sur le canal 16 les stations conviennent d’un canal de dégagement pour écouler le trafic radiotéléphonique. La puissance de la station de bord est comprise entre 0,5 W et 25 W en FM.
| Canal | Fréquence en MHz | Utilisations, |
| ----- | ---------------- | --- |
| 06    | 156.300          | Radiocommunications entre navires et air/mer/terre, criées, coordinations des recherches                                                                        |
| 08    | 156.400          | Radiocommunications entre navires |
| 09    | 156.450          | Opérations portuaires capitaineries de plaisance, circulations dans les ports de plaisance, ponton services (carburant, entretiens), marina, P maxi 1 W         |
| 10    | 156.500          | Veille radio : fleuves, rivières, canaux, lacs, étangs, P maxi 1 W . Douane nautique, CROSS                                                                     |
| 12    | 156.600          | Opérations portuaires capitaineries de commerce de pêche, circulations dans les ports de commerce de pêche, ponton services (carburant, entretiens), P maxi 1 W |
| 13    | 156.650          | Liaison fluvial navire à navire et liaison de sécurité, CROSS, opérations portuaires                                                                            |
| 15    | 156.750          | Surveillance des plages et des baigneurs |
| 16    | 156.800          | Canal maritime de détresse et veille d’appel maritime avec dégagement pour écouler le trafic radio                                                              |
| 72    | 156.625          | Radiocommunications privées entre navires |
| 77    | 156.875          | Radiocommunications privées entre navires |

### L'UHF marine

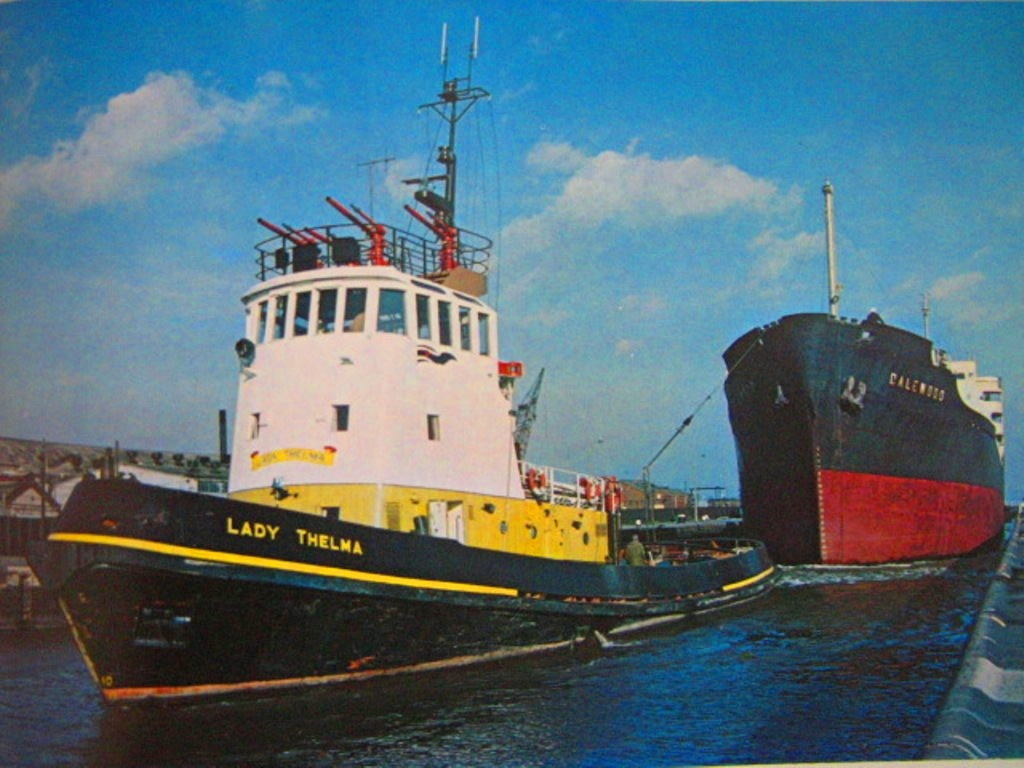
Communications de bord entre postes radios d'un même convoi.

Il s'agit du trafic interne entre des postes radios à bord d'un navire de commerce ou à bord de divers bateaux faisant partie d'un même convoi remorqué ou poussé. Les commandes pour amarrer ou démarrer tombent également dans cette catégorie. Les communications de bord ne sont pas admises dans la navigation de plaisance a usage personnel.
Private Mobile Radiocommunications maritime de radiocommunication de bord.
Bande 450 MHz à 470 MHz en simplex
Les radiocommunications de bord en simplex avec une puissance radioélectrique : 0,2 à 2 W en FM sans ou avec l'appel sélectif ou un CTCSS ou DCS travail sur les fréquences :
- 457,537 5 MHz, 457,550 MHz, 457,562 5 MHz, 457,575 MHz, 467,525 MHz, 467,537 5 MHz, 467,550 MHz, 467,562 5 MHz, 467,575 MHz
- et l'obligation d'un canal travaillant sur la fréquence : 457,525 MHz sans CTCSS sans DCS (pour l’interconnexion entre tous les postes).

Bande 450 MHz à 470 MHz en station de relais
| Couples des fréquences en MHz | Utilisations en station de relais et mode                                                        |
| ----------------------------- | ------------------------------------------------------------------------------------------------ |
| 457,525 / 467,525             | radiocommunications de bord P : 0,2 à 2 W en FM sans ou avec l'appel sélectif ou un CTCSS ou DCS |
| 457,5375 / 467,5375           | radiocommunications de bord P : 0,2 à 2 W en FM sans ou avec l'appel sélectif ou un CTCSS ou DCS |
| 457,550 / 467,550             | radiocommunications de bord P : 0,2 à 2 W en FM sans ou avec l'appel sélectif ou un CTCSS ou DCS |
| 457,5625 / 467,5625           | radiocommunications de bord P : 0,2 à 2 W en FM sans ou avec l'appel sélectif ou un CTCSS ou DCS |
| 457,575 / 467,575             | radiocommunications de bord P : 0,2 à 2 W en FM sans ou avec l'appel sélectif ou un CTCSS ou DCS |
| 457,525                       | canal simplex présent sur tous les portatifs de radiocommunication de bord P: 0,2 à 2 W en FM    |

### L'AIS

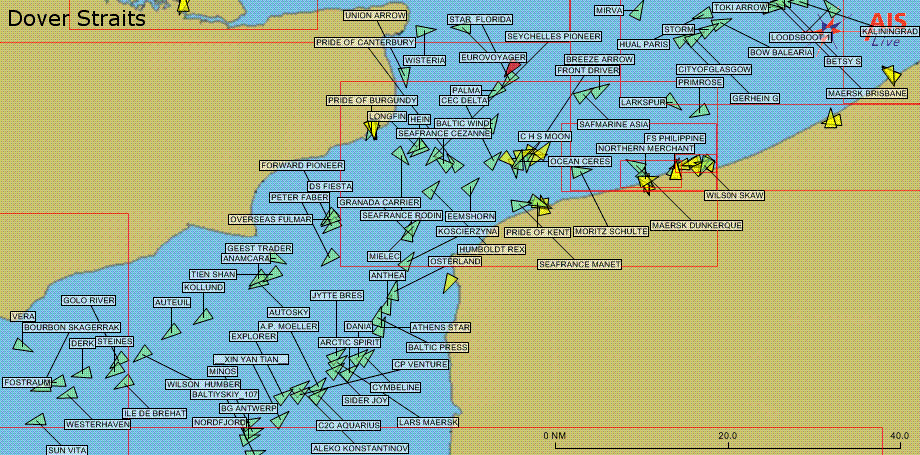
Affichage du trafic en Manche Est fourni par l'AIS

Le système d'identification automatique (AIS), est un système automatique de transmission des données de navigation entre navires ou entre navires et stations de réception terrestres, utilisant des canaux de la bande VHF marine (canaux 87 et 88), permettant en outre de réduire les risques de collision. Chaque navire équipé apparaît identifié avec sa route, sa position GPS, son nom, son cap etc. sur un écran. Toutes les stations « voient » ainsi les routes mutuelles suivies, à la façon d'un radar de navigation en plus précis, sans les échos et parasites du radar.
L'émetteur AIS n'est cependant obligatoire que sur les navires de jauge supérieure à 300 . Un récepteur AIS ne « voit » donc pas comme un radar, il ne voit que les stations AIS (fixes ou mobiles) qui émettent, mais son coût et sa consommation sont plus faibles. L'AIS est appelé à remplacer progressivement les racons en place sur les amers[réf. nécessaire].

### Les liaisons terrestres numériques
La radiotéléphonie traditionnelle en bande latérale unique (BLU) HF ou en VHF, est progressivement remplacée ou complétée par des protocoles numériques.
Le système d'appel sélectif numérique (ASN) supprime la contrainte d'écoute permanente sur les fréquences de sécurité (veille radio), l'opérateur étant averti automatiquement en cas de message le concernant (de détresse ou d'appel), grâce à son code d'identification MMSI.
Des systèmes mondiaux de messagerie automatique en HF sont disponibles. Ils utilisent un modem en interface entre un émetteur-récepteur marine BLU et un micro-ordinateur, avec un logiciel similaires aux logiciels de courriels classiques. Les services les plus connus sont Sailmail, avec le logiciel airmail. Les canaux HF utilisés sont modulés en PSK ou FSK selon un protocole packet. Les débits utilisés, de 1 à 5 kbit/s, soit environ 0,1 à 0,5 kilooctet par seconde, ne permettent que des messages courts (pour mémoire, une connexion internet lente est proche de 40 kbit/s).

### Les liaisons satellitaires
Les liaisons satellitaires ont révolutionné la radio maritime classique, en permettant des liens stables et performants en permanence.
Les satellites Inmarsat couvrent l'ensemble des zones océaniques à l'exception des zones polaires, avec des canaux de débits variables, qui sont exploités par divers opérateurs. Plusieurs types de terminaux sont disponibles, depuis la balise de sécurité jusqu'à l'accès internet complet.
Le système Iridium permet des liaisons en téléphonie ou numériques en toute zone, y compris sur les zones polaires.
Le système Globalstar couvre une grande partie des océans avec quelques zones non couvertes.
Des systèmes plus simples et économiques sont également commercialisés, utilisant par exemple la constellation Orbcomm en messagerie temps différé uniquement, ainsi que des systèmes régionaux, comme Thuraya qui couvre la Méditerranée, le Moyen-Orient et le nord de l'Afrique.
Enfin depuis les années 1980, les balises de détresse équipent presque tous les navires en navigation hauturière. Leurs appels sont collectés par les satellites du système Cospas-Sarsat, avec un temps d'alerte de 1 à 2 heures.

### Les radioamateurs
Les réseaux d'assistance aux plaisanciers opérés par des  bénévoles ne peuvent être considérés comme des services, mais comme un moyen supplémentaire disponible pour la sécurité ou simplement donner des nouvelles aux proches. Leur développement est très variable selon les pays, ainsi que la réglementation associée. La réglementation européenne interdit les communications avec des tiers non licenciés, sauf pour les appels de détresse. Il existe cependant un réseau officiel aux Antilles où l'ADRASEC diffuse la Météo à 00h03 UTC du 1er juillet au 31 octobre, sur 3,7 MHz en USB (mode compatible avec les stations de navire),,. Il existe également des réseaux informels, par exemple entre plaisanciers en traversées.
Alors que des dizaines de fréquences sont veillées par des radioamateurs américains, en Europe plusieurs réseaux existent entre 14 300 kHz et 14 350 kHz, ainsi que sur la bande des 7 MHz.

Les cibistes opèrent également des réseaux en bande CB ou sur des fréquences non surveillées.

## Les stations fixes maritimes

### Les centres de communications maritimes opérationnels en France
Les centres de radiocommunications maritimes opérationnel en France pour téléphoner sont :
- la station de Monaco radio 3AC
- la station de Saint Guénolé Radio

#### Monaco radio 3AC
- la station de « Monaco radio 3AC » assure le trafic radiotéléphonique, ainsi qu'un service de messagerie numérique[40].

| Canal radio | Fréquence de Monaco radio 3AC en radiotéléphonie | Fréquence des navires en radiotéléphonie | Remarque   |
| ----------- | ------------------------------------------------ | ---------------------------------------- | ---------- |
| Canal 403   | 4 363 kHz en USB                                 | 4 071 kHz en USB                         | active     |
| Canal 804   | 8 728 kHz en USB                                 | 8 204 kHz en USB                         | active     |
| Canal 1224  | 13 146 kHz en USB                                | 12 299 kHz en USB                        | active     |
| Canal 1607  | 17 260 kHz en USB                                | 16 378 kHz en USB                        | active     |
| Canal 2225  | 22 768 kHz en USB                                | 22 072 kHz en USB                        | suspendue  |
| Canal 16    | 156,800 MHz (appel)                              | 156,800 MHz en FM                        | appel      |
| Canal 20    | 161,600 MHz (dégagement)                         | 157,000 MHz en FM                        | suspendue  |
| Canal 23    | 161,750 MHz (dégagement)                         | 157,150 MHz en FM                        | dégagement |
| Canal 24    | 161,800 MHz (dégagement)                         | 157,200 MHz en FM                        | dégagement |
| Canal 25    | 161,850 MHz (dégagement)                         | 157,250 MHz en FM                        | dégagement |

#### Saint Guénolé Radio
La station de « Saint Guénolé Radio Vacation Pêche » assure le trafic radiotéléphonique depuis le 1er juin 2000 sur les fréquences :
| Canal radio | Fréquence de Saint Guénolé Radio en radiotéléphonie en USB | Fréquence des navires en radiotéléphonie en USB | Veille en USB |
| ----------- | ---------------------------------------------------------- | ----------------------------------------------- | ------------- |
| Canal 253   | 1 671 kHz (vacation pêche de 9h50 à 11h30 heure locale)    | 2 096 kHz                                       | 4 119 kHz     |
| Canal 419   | 4 411 kHz (vacation pêche de 9h30 à 9h45 heure locale)     | 4 119 kHz (navires éloignés)                    | 2 096 kHz     |